# Neliopisthus mahombo
Neliopisthus mahombo är en stekelart som beskrevs av André Seyrig 1934. Neliopisthus mahombo ingår i släktet Neliopisthus och familjen brokparasitsteklar. Inga underarter finns listade i Catalogue of Life.